# Société Nouvelle des Forges et Chantiers de la Méditerranée

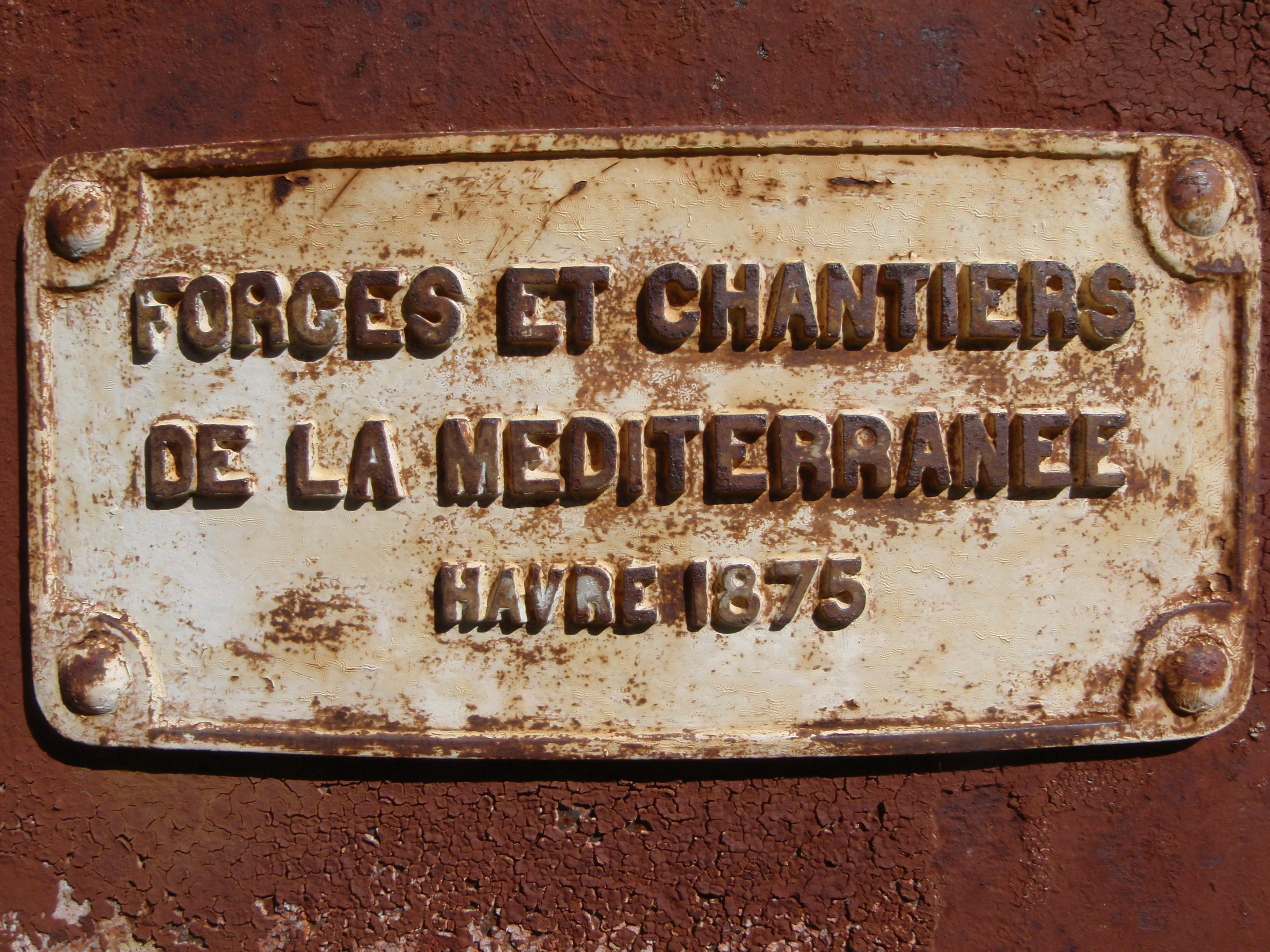
Forges et Chantiers de la Méditerranée fue un astillero naval utilizado para la construcción y reparación de armamento militar.

La Société Nouvelle des Forges et Chantiers de la Méditerranée (FCM) fue una compañía de construcción naval francesa. La Société des Forges et Chantiers de la Méditerranée fue fundada en 1853, mientras que la nueva compañía, la Nouvelle société, fue fundada en 1856. Tenía astilleros en La Seyne-sur-Mer, cerca de Tolón y en Graville, actualmente parte de El Havre. La compañía se fusionó en 1966 con otras constructoras de barcos francesas.

## Algunos buques construidos
Entre otros, se podrían nombrar:
- Fragata blindada española Numancia (1864) primer buque acorazado en circunavegar la tierra.
- Buque acorazado prusiano - alemán SMS Friedrich Carl (1867)
- Cañoneros fluviales españoles clase Somorrostro (1874-75)
- Monitor español Puigcerdá (1875)
- Torpedero español Cástor (1878)
- Crucero griego Navarhos Miaoulis (1879)
- Crucero español Río de la Plata (1900)
- Acorazado pre-Dreadnought español Pelayo (1888)
- Acorazado pre-Dreadnought ruso Tsesarevich (1902)
- Buque hospital británico Salta (1911)
- Acorazado dreadnought francés Paris (1914)
- Portaaviones francés Béarn (1927)
- Los paquebotes franceses : Djenné (1931)y El Mansour (1932)
- Los destructores de la Marina nacional francesa Le Malin y L'Indomptable de la clase Le Fantasque (1933)
- Buque de pasajeros noruego / británico  Saga Rose (1965)
- El buque faro francés Sandettié (preservado como museo)